# ECall

eCall是一项欧洲倡议，旨在为欧盟内任何地方发生碰撞的驾车者提供快速援助。2018年4月起，欧盟境内销售的所有新车强制配备eCall。

## 历史
eCall概念由欧洲公务员Luc Tytgat于1999年欧盟委员会伽利略定位系統项目启动期间提出。在那一年前，170名专家在委员会的邀请下于布鲁塞尔举行会议，分析欧洲对美国全球定位系统（GPS）的依赖，并同时收集了民用应用的意向。
2001年，该项目在德国青年科学竞赛Jugend forscht的背景下首次作为欧洲呼叫系统（European calling system）呈现。
2007年，项目被推迟。
2011年，项目再次得到欧盟委员会推动。
2013年夏，项目获得通过，计划于2015年10月1日完成。
2013年9月6日，汽车售后服务行业协会（如AIRC、CLEPA、FIA、FIGEAFA）对欧盟委员会的eCall倡议表示欢迎，并全力支持欧洲范围内的所有新型轿车和轻型商用车在2015年前强制性配备eCall。AIRC（Association des Reparateurs en Carrosserie）秘书长Karel Bukholczer表示，eCall是减少欧洲道路上死亡人数和伤害严重度的一项重要举措。
斯洛文尼亚于2015年12月1日推出eCall。意大利于2017年5月18日在选定区域部署了一个试点项目，瑞典于2017年10月1日通过了eCall。
2018年4月1日起，在欧盟销售的所有新车都被强制要求配备eCall设备。  

## 概念
eCall倡议计划在所有车辆中部署安装一台设备，该设备在发生严重交通事故时将自动拨打國際求救電話（112），并通过無線通訊发送安全气囊展开和撞击传感器信息，以及全球定位系统（GPS）或伽利略定位系統坐标到当地应急机构。其也提供手动的呼叫按钮。eCall建立在E112基础上。根据某些估计，eCall技术可以将城市地区的紧急响应时间缩短40%，乡村地区缩短50%。
许多公司参与了eCall的远程信息处理技术在不同方面的应用，包括车载系统、无线数据传输以及公共安全应答点系统。通信协议标准化和人类语言问题是项目的一大障碍。原型已经成功通过GPRS和蜂窝网络上的带内信令测试通过。与此同时，BMW、标致雪铁龙和富豪汽車等汽车制造商已开始采用依赖于簡訊（SMS）的专有eCall解决方案。进入全面部署阶段后，其他远程信息处理服务（如路线咨询和交通信息）预计将有爆发式增长。
该项目也得到了欧洲汽车制造商协会（ACEA）的支持，该协会是欧洲轿车、公共汽车和卡车制造商以及ERTICO的利益组合体。许多涉及远程信息处理技术的利益相关公司都是ERTICO或ACEA的成员。这使eCall标准的开发进展得到了提升。

## 隐私问题
与向汽车加装强制性无线电收发器的其他方案一样，该项目需要解决隐私之忧。 根据系统的最终实现，该系统可能在没有发生实际碰撞的情况下被激活。此外，车内乘员无法控制麦克风被远程激活，这使汽车更容易被窃听。

## 类似倡议
俄罗斯正在部署一个名为ERA-GLONASS的完全可互操作系统，目标是在2015-2017年之前要求在新车辆中使用eCall终端和GPS/GLONASS接收器。 由于ERA-GLONASS是首个开始运营的此类系统，eCall基于其技术。
在北美等地，通用汽车通过其安吉星（OnStar）服务提供类似的服务。